# SuperDraco
SuperDraco je hypergolický kapalinový raketový motor navržený a postavený společností SpaceX. Je součástí rodiny motorů Draco. Je určený pro použití na kosmické lodi Crew Dragon, který používá osm motorů uspořádaných do dvojic. Systém je redundantní, odolný proti chybám a jeho hlavní funkcí je únik při startu v případě havárie. Původně bylo plánováno využít motory i při přistání lodi jak na Zemi, tak na Marsu, ale od tohoto plánu bylo upuštěno.
Motory SuperDraco využívají skladovatelné (nekryogenní) palivo, které umožňuje natankování mnoho měsíců před startem.
Motory jsou použity na pilotované verzi lodi Dragon 2. Byly také použity na testovací kapsli DragonFly. Zatímco motor je schopen tahu 73 kN, při použití na testovací kabině DragonFly byl tah omezen na 68,17 kN. První zážeh všech osmi motorů SuperDraco se konal 6. května 2015.

## Historie
Dne 1. února 2012 SpaceX oznámila, že dokončila vývoj nové, výkonnější verze raketového motoru na skladovatelné palivo s názvem SuperDraco. Tento motor má asi dvěstěkrát větší tah než Draco. Má schopnost velké regulace výkonu, stejně jako Draco je restartovatelný a používá stejné palivo. Jeho primární účel je LAS (záchrana posádky při startu) na Crew Dragonu. Podle NASA přechod od zapálení na plný výkon trvá 100 ms. Během přerušení startu se očekává, že osm motorů SuperDraco by na plný výkon pracovalo 5 sekund. Vývoj motoru je částečně financován NASA programem CCDev 2. Jméno Draco pochází z řeckého označení drakōn pro draka a je rovněž latinským a anglickým názvem souhvězdí Draka v polární oblasti severní polokoule.
V červnu 2017 Elon Musk na konferenci ISS R&D oznámil, že motory budou instalovány pouze na pilotovanou verzi Dragonu 2 a budou určené pouze pro záchranný systém. S přistáváním na pevnině se nepočítá, jelikož integrace nožiček do tepleného štítu je náročnější, než se zdálo a také NASA o tento způsob přistávání neměla velký zájem.

## Návrh
SuperDraco používá skladovatelné pohonné směsi monomethylhydrazinu jako paliva a oxidu dusičitého jako okysličovadla. Mohou být mnohokrát restartované a mají schopnost velké regulace tahu, od 100 do 20 procent, což umožňuje přesné ovládání přistání.
Od roku 2015 je SuperDraco třetí nejsilnější motor vyvinutý společností SpaceX. Je přibližně 200krát silnější než Draco a předstihnou ho pouze motory Raptor a Merlin. Pro srovnání, je více než dvakrát silnější než Kestrel, který byl použit na druhém stupni Falconu 1.
Byla zkoumána i možnost použít motory SuperDraco pro přistání lodi Dragon 2 na Marsu. Proveditelnost zkoumala NASA Ames Research Center. Dragon 2 ve verzi RedDragon by mohl na Marsu přistát s vědeckým vybavením. Z předběžné analýzy vyplývalo, že to bude možné. Verze RedDragon byla ale zrušena a přednost by měla dostat loď ITS (BFR).

## Testování motoru

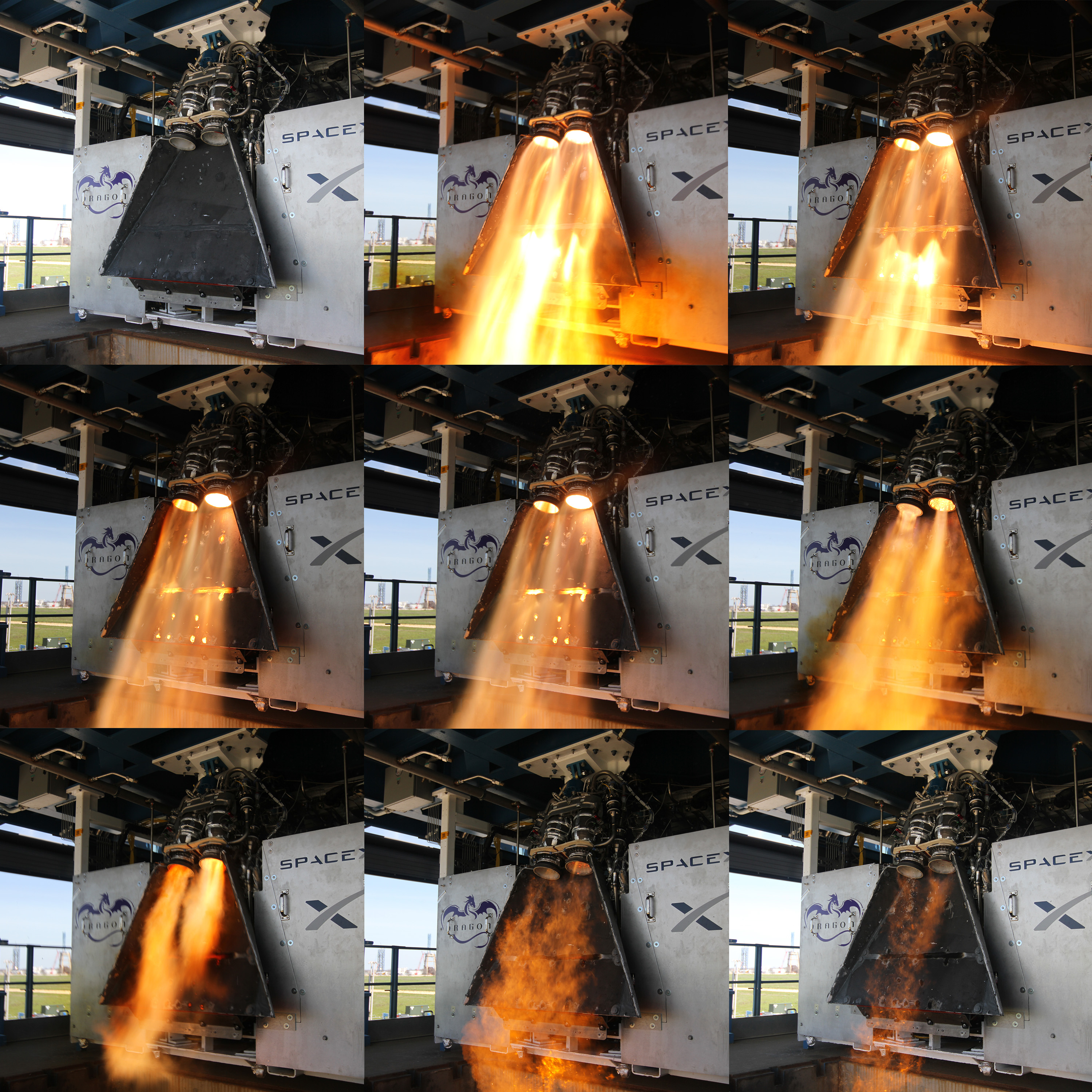
Mozaika záběrů pořízených při testovacím zážehu motoru SuperDraco

Vývoj motoru SuperDraco měl rozsáhlý testovací program, který trval několik let. Od prosince 2010 bylo provedeno celkem 58 zkušebních zážehů o celkové délce trvání 117 sekund. SpaceX se vyjádřila ve smyslu, že výsledky testů překonaly původní požadavky na motor.
Druhá verze motoru byla vyvinuta v roce 2013, a to také za použití 3D tisku. V červenci roku 2014 provedl motor, který měl vytisknutou spalovací komoru, více než 80 zážehů o celkové délce trvání více než 300 sekund. Kvalifikační testování motoru SuperDraco bylo dokončeno v květnu 2014, byl testován „v mnoha různých podmínkách, včetně několika startů, zážehů s prodlouženou dobou trvání a pod větším tlakem a za vyšších teplot.“
V lednu 2015 společnost ukázala plnou funkčnost motorů na základně v McGregoru v Texasu. Motory budou umístěné ve čtyřech dvojicích na Dragonu 2.
Pad abort test motorů s kapslí Dragon proběhl 6. května 2015 z testovacího stojanu na rampě SLC-40 na Cape Canaveral Air Force Station a byl úspěšný.

## Výroba
Pátého září 2013 Elon Musk tweetoval obrázek regenerativně chlazené spalovací komory motoru SuperDraco, vznikající na EOS 3D kovové tiskárně a uvedl, že je používána vysoce legovaná slitina. Později bylo prokázáno, že tato výrobní technika je použitelná pro letové motory.
V květnu 2014 bylo oznámeno, že kvalifikační letová verze motoru SuperDraco je první plně 3D vytištěný raketový motor. Spalovací komora je vytištěna ze slitiny niklu a železa, pomocí procesu přímého spékání kovu pomocí laseru, za použití vysokého tlaku 6845 kPa a teploty v komoře. Motory jsou umístěné ve vytištěné ochranné gondole, aby bylo okolí chráněno v případě poruchy motoru.
Schopnost vytištění složitých dílů na 3D tiskárně byla klíčem k dosažení nízké hmotnosti motoru. Podle Elona Muska „je to velmi složitý stroj a bylo velmi obtížné vytvořit veškeré chladicí kanály, vstřikovací hlavu a škrtící mechanismus. Schopnost tisknout s velmi vysokou pevností z pokročilé slitiny .... byla rozhodující při vytváření motoru SuperDraco takového, jaký je.“
Využití 3D tisku při výrobě motorů výrazně zkracuje dodací lhůty ve srovnání s tradičním litím jednotlivých dílů a obsazení části, a „má vynikající pevnost, tažnost a odolnost proti lomu s nižší variabilitou ve vlastnostech materiálů.“
Podle Elona Muska je snížení nákladů prostřednictvím 3D tisku tak významné zejména proto, že SpaceX může vytisknout tvar spalovací komory, kde je v celé stěně spousta chladicích kanálů, jejich vytvoření by nebylo možné za použití dalšího materiálu při výrobě.